# لورنزو مانتا
لورنزو مانتا مواليد 16 سبتمبر 1974 في فينترتور، هو لاعب كرة مضرب سويسري سابق بدأ مسيرته كمحترف سنة 1992 وكان يلعب باليد اليمنى، اعتزل اللعب في 2001. أعلى تصنيف له في الفردي كان المركز الـ 103 في سنة 2000. أفضل إنجاز له في البطولات الأربع الكبرى هو الوصول إلى الدور الرابع في بطولة ويمبلدون في عام 1999.

## روابط خارجية
- لورنزو مانتا على موقع رابطة محترفي التنس (الإنجليزية)
- لورنزو مانتا على موقع الاتحاد الدولي لكرة المضرب (الإنجليزية)
- لورنزو مانتا على موقع كأس ديفيز (الإنجليزية)
- لورنزو مانتا على موقع خلاصة التنس.كوم (الإنجليزية)